# تشايكا أميرة التابوت
تشايكا أميرة التابوت (باليابانية: 棺姫のチャイカ، بالروماجي:  Hitsugi no Chaika) هي رواية خفيفة من تأليف إيتشيرو ساكاكي ورسوم نامانيكو أي تي كاي، تم إصدارها في 18 ديسمبر عام 2010 حتى 10 مارس 2015، وتكونت مجلدا 12، أقتبست إلى سلسلة مانغا من تأليف إيتشيرو ساكاكي وشينتا ساكاياما، صدرت من عام 2011 حتى عام 2015 في مجلة شونن إيس، وتكونت من 5 مجلدات.  أنتجت إلى أنمي تلفزيوني من قبل استوديو بونز، عرض الأنمي في 9 أبريل عام 2014 حتى 10 ديسمبر 2014، وتكون من 22 + حلقة 1 أوفا.

## القصة
تورو هو جندي سابق عاطل عن العمل بسبب انتهاء الحرب، ويعيش مع أخته المتبناة، أثناء تواجده تورو في الغابات، وجد فتاة غريبة ذات شعر أبيض تحمل تابوت علي ظهرها، يقوم تورو بإنقاذها من الوحش في الغابة، تقرر الفتاة أن تستأجرهها ليساعداها في مهمتها، يوافق تورو لانه وجد سبب لوجوده بعد ان انتهت الحرب وتعود له همته.

## الشخصيات

### الشخصيات الرئيسية
تورو أكيورا (باليابانية: トール・アキュラ، بالروماجي: Tōru Akyura)
مؤدي الصوت: جونجي ماجيما
تشايكا تورابانتو (باليابانية: チャイカ・トラバント، بالروماجي: Chaika Torabanto)
مؤدية الصوت: تشيكا أنزاي
أكارا أكيورا (باليابانية: アカリ・アキュラ، بالروماجي: Akari Akyura)
مؤدية الصوت: يوكو هارا
فريدريكا (باليابانية: フレドリカ، بالروماجي: Furedorika)
مؤدية الصوت: تشيوا سايتو

### شخصيات أخرى
تشايكا بوفودا (باليابانية: チャイカ・ボフダーン، بالروماجي: Chaika Bofudān)
مؤدية الصوت: سايكو زوغو
ديفيد (باليابانية: ダヴィード، بالروماجي: Davīdo)
مؤدي الصوت: كيوشي كاتسونوما
سيروما كينواسو (باليابانية: セルマ・ケンワース، بالروماجي: Seruma Kenwāsu)
مؤدية الصوت: ساراه إيمي بريدكوت
كونراتو شوتاينميتسو (باليابانية: コンラート・シュタインメッツ، بالروماجي: Konrāto Shutainmettsu)
مؤدية الصوت: تيتسو كاناو
كارين بونباروديا (باليابانية: カレン・ボンバルディア، بالروماجي: Karen Bonbarudia)
مؤدية الصوت: ناومي أوزورا
ألبيريك جيليت (باليابانية: アルベリック・ジレット، بالروماجي: Aruberikku Jiretto)
مؤدي الصوت: يوشيماسا هوسويا
نيكوراي أفوتورو (باليابانية: ニコライ・アフトトル، بالروماجي: Nikorai Afutotoru)
مؤدي الصوت: كينسوكي ساتو
فيفي هولوباينين (باليابانية: ヴィヴィ・ホロパイネン، بالروماجي: Vivi Horopainen)
مؤدية الصوت: إيوري نوميزو
زيتا بوروزاسوكو (باليابانية: ズィータ・ブルザスコ، بالروماجي: Zīta Buruzasuko)
مؤدية الصوت: يوميها كودا
ماثيوس كالاوي (باليابانية: マテウス・キャラウェイ، بالروماجي: Mateusu Kyarawei)
مؤدي الصوت: شوتا موريشيما
ليوناردو ستولا (باليابانية: レオナルド・ストーラ، بالروماجي: Reonarudo Sutōra)
مؤدي الصوت: كازوتومي ياماموتو
ريكاردو غافارني (باليابانية: リカルド・ガヴァーニ، بالروماجي: Rikarudo Gavāni)
مؤدية الصوت: ميغومي أوغاتا
غراد لانسيا (باليابانية: グラート・ランシア، بالروماجي: Gurāto Ranshia)
مؤدي الصوت: هيروكي توتشي
ليلا (باليابانية: レイラ، بالروماجي: Reira)
مؤدية الصوت: يوي ماكينو

## وصلات خارجية
- موقع الرواية الخفيفة الرسمي نسخة محفوظة 21 مارس 2014 على موقع واي باك مشين. عند فوجيمي شوبو (باليابانية)
- موقع الأنمي الرسمي نسخة محفوظة 8 نوفمبر 2016 على موقع واي باك مشين. (باليابانية)

تشايكا أميرة التابوت على موقع ميوزك برينز (الإنجليزية)
- تشايكا أميرة التابوت على موقع ANN anime (الإنجليزية)